# ایوان چورکوویچ
ایوان چورکوویچ (سیریلیک صربی: Иван Ћурковић؛ زادهٔ ۱۵ مارس ۱۹۴۴) بازیکن فوتبال اهل یوگسلاوی بود.
وی همچنین برندهٔ جوایزی همچون لژیون دونور شده‌است.
از باشگاه‌هایی که در آن بازی کرده‌است می‌توان به باشگاه فوتبال پارتیزان و باشگاه فوتبال سن-اتین اشاره کرد.